# Vicente Blanco Echevarría
Vicente Blanco Echevarría, nascido em Larrabetzu (Biscaia, Espanha) em 1884 e falecido em Bilbao, a 24 de maio de 1957. Foi um ciclista espanhol profissional entre 1906 e 1913. Apelidado El Cojo(O apanho), converteu-se no segundo ciclista espanhol a participar num Tour de France ao tomar a saída na edição de 1910. O seus maiores sucessos desportivos conseguiu-os no Campeonato da Espanha de Ciclismo de Estrada ao proclamar-se vencedor nos anos 1908 e 1909.
Durante quase um século achou-se que ele foi o primeiro espanhol a participar no Tour, no entanto, em 2004 a revista bimensal belga "Coups de pédales" pesquisou e descobriu que tal honra pertencia a um corredor chamado José María Javierre, que pouco depois obteria a nacionalidade francesa, passando a se chamar Joseph Habierre. Não obstante, em todos as imagems do Tour Javierre figura como francês, ainda que em realidade ainda era espanhol. Este dado foi principalmente o que produziu a confusão. Javierre tinha estreiado no Tour um ano antes que "El cojo", em 1909.
Foi um bateleiro na ria de Bilbao, que com os seus triunfos e um grande esforço pessoal, significou uma nova mudança de atitude no que o ciclismo perdia o seu carácter elitista.

## Palmarés
| 1908 - Campeonato da Espanha em estrada 1909 - Campeonato da Espanha em estrada - Bilbao-Erletxeta-Bilbao - Somorrostro - Irun-Pamplona-Irun, mais 2 etapas 1910 - Donostia-Tolosa-Donostia - Somorrostro - Ortuella - Campeonato da Federação Atlética Biscaina | 1911 - Areatza - Campeonato Basconavarro (Copa Comet) - Carreira Alcyon - Vitoria 1912 - Las Arenas-Plentzia-Las Arenas - Eibar - Deusto (Inauguração Locais do Clube Desportivo) - Mondragon - Arrasate (San Juan) |

## Resultados em Grandes Voltas e Campeonato do Mundo
Durante a sua carreira desportiva tem conseguido os seguintes postos nas Grandes Voltas e nos Campeonatos do Mundo em estrada:
| Carreira           | 1906 | 1907 | 1908 | 1909 | 1910 | 1911 | 1912 | 1913 |
| ------------------ | ---- | ---- | ---- | ---- | ---- | ---- | ---- | ---- |
| Giro d'Italia      | -    | -    | -    | -    | -    | -    | -    | -    |
| Tour de France     | -    | -    | -    | -    | Ab.  | -    | -    | -    |
| Volta a Espanha    | X    | X    | X    | X    | X    | X    | X    | X    |
| Mundial em Estrada | X    | X    | X    | X    | X    | X    | X    | X    |

Z-: Não participa

Ab.: Abandono

X: Edições não celebradas

## Equipas
- Sociedade Ciclista Bilbaína (1906-1907)
- Federação Atlética Biscaina (1908-1911)
- Clube Desportivo de Bilbao (1912-1913)